# さ・え・ら ジャポン
『さ・え・ら ジャポン』(英題：çà et là du japon)は、2001年1月1日に発売されたピチカート・ファイヴ通算13作目、バンド最後のスタジオ・アルバム。

## 解説
- 野宮真貴が加入して10年を迎えた2001年、ピチカート・ファイヴ21世紀最初で最後の作品となった。初盤CDパッケージはDVDのトールケースに近い縦長仕様。
- 「海外から見たニッポン、トーキョー」をテーマに「アメリカでは」のカバーを始め小西康陽プロデュースのもと楽曲が制作され、結果的に過去最多のゲスト・ミュージシャンとコラボレートした作品を収めるアルバムになった。
- 既発楽曲シングルの3枚はアルバム・ヴァージョンにて新しく生まれ変わり、シングルとは異なる世界観が楽しめる。
- 「一月一日」「君が代」「さくらさくら」「12月24日」などアルバムタイトル通り、日本や日本の四季を感じることが出来る楽曲が中心ではあるが、「ポケモン言えるかな?」や「愛飢を」などのカバーも収められ、最後の一曲までこれまでのピチカート・ファイヴらしさに溢れた一枚となっている。
- 2006年3月31日、小西康陽アートディレクションによる再発盤が発売された。[2]

## 収録曲
1. 一月一日 '1 janvier'
  - 詞：千家尊福　曲：上眞行
  - featuring：永積タカシ（SUPER BUTTER DOG）
2. ノンストップ・トゥ・トーキョー 'nonstop to tokyo'
  - 詞 ⁄ 曲：小西康陽
  - featuring：松崎しげる
  - 別アレンジ・松崎しげるボーカルによるアルバム・ヴァージョン
3. 君が代
4. さくらさくら 'sakura sakura'
  - 詞 ⁄ 曲：小西康陽
  - featuring：雪村いづみ
5. 現代人 'moderns'
  - 詞 ⁄ 曲：小西康陽
  - 野宮の単独ボーカルによる唯一の曲
6. キモノ 'kimono'
  - 詞 ⁄ 曲：小西康陽
  - 英作詞：スパークス
  - featuring: 有近真澄＋スパークス
  - T.V.ジーザス提供曲のセルフカヴァー
7. FASHION PEOPLE 'fashion people'
  - 詞 ⁄ 曲：小西康陽
  - featuring：スコット・アディソン / ベン・ヒューマン（コーデュロイ）
8. アメリカでは 'in america'
  - 原作詞：谷川俊太郎　曲：黛敏郎
  - adaptation：小西康陽
  - featuring：雪村いづみ / デューク・エイセス
  - ヴォーカル編曲：高浪敬太郎
9. ポケモン言えるかな? 'Gatta call'em all'
  - 詞：戸田昭吾　曲：たなかひろかず
  - featuring: イマクニ? / レイモンド・ジョンソン / 大塚ひろこ / ポケモンキッズ / yossie
10. グランバザール 'grand bazar'
  - 曲：瀬尾一三
  - この楽曲に乗せ、2001年早々に放送されたPARCOのCMに出演した。
11. 12月24日 '24 decembre'
  - 詞 ⁄ 曲：小西康陽
  - featuring:ロニー（スクーターズ） / ロケットマン
  - 別アレンジ。野宮が冒頭部分でサビを歌唱した後にクリスマスをテーマにしたネタをふかわりょうが呟き、最後にロニーがボーカルを担当するアルバム・ヴァージョン。
12. スキヤキ・ソング 'sukiyaki song'
  - 詞 ⁄ 曲：小西康陽
  - featuring：横山剣（クレイジーケンバンド）
  - ナレーション：前田武彦
  - 「スキヤキ・ソング」とタイトルに冠せられているが、坂本九の「上を向いて歩こう（英題：スキヤキ/SUKIYAKI）」とは無関係。
13. 東京の合唱～午後のカフェで 'à tokyo'
  - 詞：小西康陽＋YOU THE ROCK★　曲：小西康陽
  - featuring：松崎しげる＋ユウ・ザ・ロック★
  - 別アレンジ・RAP詞を変更したアルバム・ヴァージョン
14. さ え ら 'çà et là'
  - 詞 ⁄ 曲：ベルトラン・ブルガラ（フランス語版）
  - featuring：ベルトラン・ブルガラ
15. 大東京 'la grand tokyo'
  - 曲：小西康陽
  - ストリングス編曲：村山達哉
16. 愛餓を 'aiueo'
  - 詞：松本隆　曲：大瀧詠一
  - featuring:クレモンティーヌ・窪田晴男
  - はっぴいえんど『風をあつめて』収録曲のカバー。原曲よりも歌詞のリフレインが多い。

## クレジット
- produced by：小西康陽 KONISHI yasuharu
- featuring：野宮真貴 NOMIYA maki
- musicians：スコット・アディソン & ベン・ヒューマン / 有近真澄 / 有泉一 / 朝川朋之 / 旭孝 / ベルトラン・ブルガラ / クレモンティーヌ / coba coba / デューク・エイセス / 江川ゲン太 / 浜口茂外也 / 広谷順子 / 比山貴咏史 / ロニー / イマクニ? / 石橋雅一 / 金山均 / RUSH 加藤高志 / 菊地成孔 / 木村誠 / キタダマキ / 北原雅彦 / 小林正弘 / 窪田晴男 / 久米大作 / 松江潤 / 松崎しげる / 三国義貴 / 永積タカシ / 仁科かおり / 大橋ひろこ / レイモンド・ジョンソン / ロケットマン / 斎藤妙子 / 佐々木久美 / 島健 / 篠崎正嗣グループ / スパークス / 砂田和道 / バカボン鈴木 / 高尾直樹 / 横山剣 / ヨシエ / yossie / ユウ・ザ・ロック★ / 雪村いづみ / 渡辺等
- programming：坂元俊介・佐々田健男
- recording engineers：広瀬修・竹中昭彦・青柳延幸 / サイモン・メドウェイ・スミス / sie medway-SMITH@miloco studio （track 7）
- mixdown engineers：広瀬修・竹中昭彦
- assistant engineers：小野寺真希・加藤綾子 / グレッグ・フレミング
- mastering engineers：竹中昭彦

original edition staff
- art director：信藤三雄 (contemporary production)
- designer：大石裕子 (contemporary production)
- photographer：鶴田直樹・柴原正
- styling：梅山弘子 (KiKi inc.) / 斎藤節子 (Yumioka Office)
- hair and make-up：TAKAKO belinda (Soul Family) / 富沢ノボル (cube)
- visual effect：栗山和弥 (CREATURE)

reissue edition staff
- art director：小西康陽
- designer：吉永祐介
- a&r：渡辺佳紀
- promoter：松本俊之
- sales promoter：吉田聡
- production coordinator：藤村良太